# Dicrastylis
Dicrastylis  é um gênero botânico da família Lamiaceae

## Espécies
Apresenta 37 espécies:
Dicrastylis archeri Dicrastylis beveridgei Dicrastylis brunnea
Dicrastylis capitellata Dicrastylis carnegiei Dicrastylis cordifolia
Dicrastylis corymbosa Dicrastylis costelloi Dicrastylis doranii
Dicrastylis exsuccosa Dicrastylis flexuosa Dicrastylis fulva
Dicrastylis georgei Dicrastylis gilesii Dicrastylis glauca
Dicrastylis incana Dicrastylis lewellini Dicrastylis lewellinii
Dicrastylis linearifolia Dicrastylis marítima Dicrastylis micrantha
Dicrastylis microphylla Dicrastylis morrisonii Dicrastylis nicholasii
Dicrastylis obovata Dicrastylis ochrotricha Dicrastylis parvifolia
Dicrastylis petermannensis Dicrastylis reticulata Dicrastylis rosmarinifolia
Dicrastylis sessilifolia Dicrastylis soliparma Dicrastylis stoechas
Dicrastylis thomasiae Dicrastylis velutina Dicrastylis verticillata
Dicrastylis weddii

## Nome e referências
Dicrastylis J. Drummond ex W.H. Harvey, 1855